# 祁熊佳
祁熊佳（1608年2月3日—1673年9月25日），字非熊，又字文載，號師濂，浙江紹興府山陰縣人，明朝、南明政治人物。

## 生平
崇禎九年（1636年）中式丙子科順天鄉試舉人，崇禎十三年（1640年）登進士，選授福建南平縣知縣，催收革除火耗，命令民眾將稅款投入櫃中，又淘汰索價守宿的船夫；遷兵科給事中。
弘光年間，馬士英以王之明假冒太子交付三法司審訊，藉詞誣陷黃澍、姜曰廣為幕後主使。他當眾說：「現在不知道太子真偽，若胡亂施加笞刑，如何令天下信服？如今朝廷老成凋落，又同時羅織冤獄，這樣什麼意思？」因此馬士英終止此事；不久他也在朝廷選采女期間上疏千字奏章反對。
左良玉帶兵討伐馬士英，徵召祁熊佳，他說：「國賊馬士英令神人共憤，我當然想親手殺死他以謝天下，但將軍帶兵東向出師無名，恐怕難以服眾。」左良玉不聽，唯這番話令時人傳誦。到魯王朱以海監國，任命他監督張名振軍隊渡江；隆武帝改任改福建道御史，加尚寶司丞，陞任左中允、侍讀；福京淪陷後不再出仕。

## 家族
父親祁承勳。
兄長祁豸佳，字止祥，號雪瓢，天啟七年（1627年）中舉人，獲授吏部司務；擅長詩歌作畫，紹興淪陷後和王鎬出家為僧。
堂兄祁彪佳，蘇松總督。